# Acraga angulifera
Acraga angulifera är en fjärilsart som beskrevs av William Schaus 1905. Acraga angulifera ingår i släktet Acraga och familjen Dalceridae. Inga underarter finns listade i Catalogue of Life.